# Adonisea balba
Adonisea balba är en fjärilsart som beskrevs av Augustus Radcliffe Grote 1881. Adonisea balba ingår i släktet Adonisea och familjen nattflyn. Inga underarter finns listade i Catalogue of Life.